# Cordula Frieser
Cordula Frieser (* 8. Jänner 1950 in Vorderberg; † 21. August 2017 in Pfäffikon ZH) war eine österreichische Politikerin (ÖVP) und Abgeordnete zum Nationalrat.

## Beruflicher und politischer Werdegang
Cordula Frieser war eine Enkelin des Malers Anton Kolig und jüngere Schwester des Künstlers Cornelius Kolig. Sie besuchte zwischen 1956 und 1960 die Volksschule und danach das Bundesrealgymnasium in Villach, das sie 1968 mit der Matura abschloss. Sie studierte anschließend Sozial- und Wirtschaftswissenschaften an der Universität Graz. 1973 schloss sie ihr Studium mit dem akademischen Grad Mag. rer. soc. oec. ab. 
Frieser war seit 1978 als selbständige, beeidete Buchprüferin und Steuerberaterin tätig.
Zwischen dem 17. Dezember 1986 und dem 6. November 1994 sowie vom 3. April 1995 bis 28. April 2004 vertrat Frieser die ÖVP im Nationalrat. Sie amtierte auch als Kultursprecherin ihrer Partei.
Seit 2010 war sie Geschäftsführerin der Cordula Frieser Status Management GmbH und Autorin der Bücher „Souverän bei Tisch: Sicheres Benehmen in Gesellschaft“ und „Chic in Schale“. Zudem war sie ab November 2011 Mitbetreiberin der Internetplattform www.knigge2day.at.
Cordula Frieser starb am 21. August 2017.